# Al-Fàtiha
Al-Fàtiha (àrab: الفاتحة, al-Fātiḥa, ‘l'Obertura’) o El proemi, la primera i l'obertura és la primera sura o capítol de l'Alcorà, llibre sagrat de l'islam.

## Característiques

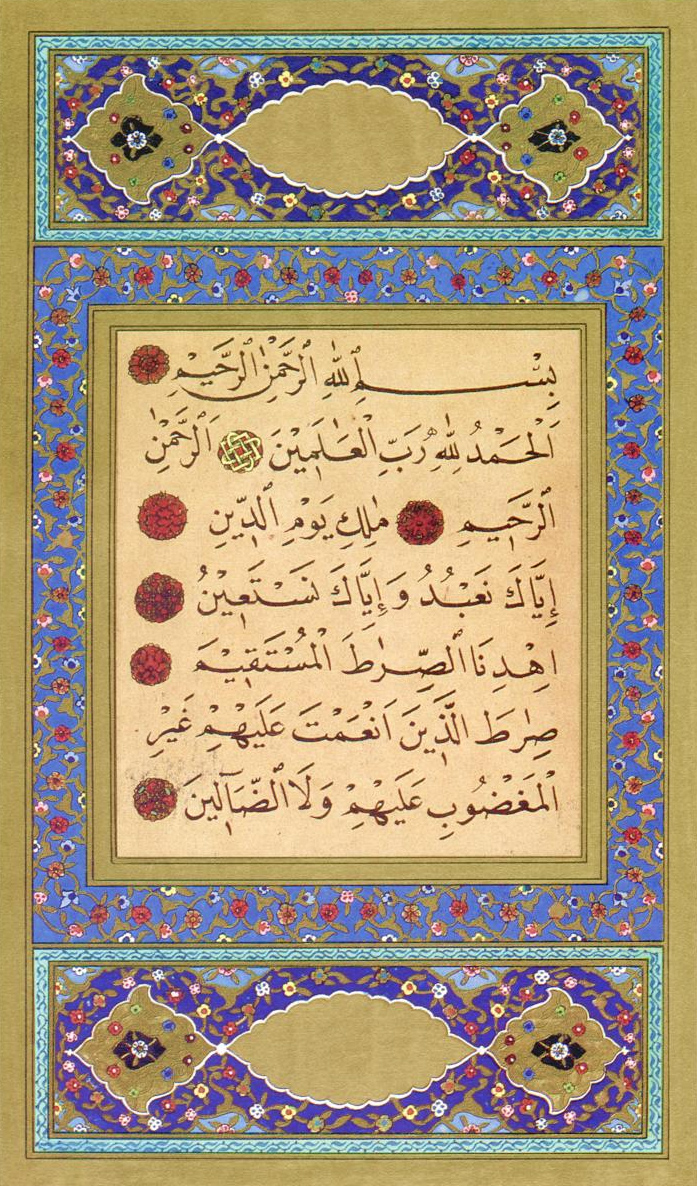
Al-Fàtiha en un Alcorà manuscrit turc. Aquesta pàgina, així com la següent, la del segon capítol anomenat La vaca, acostumen a ser objecte d'una profusa decoració

La sura consta de set aleies o versicles i constitueix per als musulmans la principal de les seves oracions, similar en importància al Parenostre cristià o al Xemà Israel judaic. Té diverses característiques que la diferencien de la resta de sures de l'Alcorà: 
- Encapçala el llibre perquè, com el seu títol indica, n'és «l'obertura».[3]
- N'hi ha que pensen que Al-Fàtiha no figurava com a sura en alguns dels corpus alcorànics realitzats abans de la fixació del text pel califa Uthman ibn Affan, que va ser el qui va establir la versió definitiva del text que s'ha utilitzat des d'aleshores pels sunnites, encara que aquest mateix text no té cap variació quan es compara amb altres versions que van ser recopilades o que existien llavors; això es va fer amb l'acceptació de tots els companys del Profeta que vivien aleshores, ja que no es troba qui l'hagi diferenciat en això. La versió definitiva del text alcorànic va ser establerta per l'imam Alí ibn Abi-Tàlib, fill d'Abu-Tàlib, confident, primer cosí i gendre del Profeta. Hi ha narracions de poca fiabilitat que no figurava als alcorans d'Ibn Abbàs i d'Ibn Massud, per la qual cosa als primers temps de l'islam algunes persones no la consideraven com a capítol de l'Alcorà –text revelat per Al·là, d'acord amb la creença musulmana– sinó com a oració particular de Muhàmmad.
- Va ser coneguda amb altres noms abans de la fixació final del text alcorànic. Se li va anomenar «la que obre» –de vegades traduïda com a exordi, introducció i d'altres formes– precisament quan se la va incloure definitivament en l'Alcorà, al començament del text.
- Tanmateix, els musulmans la consideren com la sura més grandiosa de l'Alcorà, perquè el mateix Muhàmmad la va considerar així: es troba relatat en un hadit compilat per Muhàmmad al-Bukharí en què Muhammad va dir a Abu-Saïd ibn al-Mual·la: «T'ensenyaré la més grandiosa sura de l'Alcorà abans que surtis de la mesquita... Aquesta és “les Set Repetides” i “la Recitació Sublim” que em va ser atorgada»,[4] i en un hadit relatat per Múslim ibn al-Hajjaj l'anomena «la Mare de l'Alcorà» (àrab: أم الكتاب, Umm al-Kitāb) quan diu: «Qui realitzi l'oració, sense recitar “la Mare del Llibre”, aquesta serà deficient —ho va dir tres vegades— i no és completa». Hadits recopilats per Muhàmmad al-Bukharí i Àhmad ibn Hanbal mostren que la nomenava «les Set Repetides» (àrab: السَبع المثاني, as-Sabʿ al-Maṯānī) i «la Recitació Sublim» (àrab: القرآن العظيم, al-Qurʾān al-ʿAẓīm).
- De fet, els tres primers califes també la consideraven com una sura de l'Alcorà, tal com es diu en el Sahih Múslim en un hadit narrat per Anas ibn Màlik: que Abu-Bakr as-Siddiq, Úmar ibn al-Khattab i Uthman ibn Affan la recitaven com a tal, i relata Ibn Kazir que Ibn Abbàs la va nomenar «la Base de l'Alcorà» (àrab: أساس القرآن, Asās al-Qurʾān).
- La bàsmala, la fórmula ritual «En el nom de Déu Únic, Al·là, el Compassiu per excel·lència, el molt Misericordiós!»,[Alcorà 1:1 (traduït per Míkel de Epalza)] que inicia tots els capítols de l'Alcorà excepte un, és considerada el primer versicle d'Al-Fàtiha, cosa que no succeeix en la resta de capítols, en què només és una frase introductòria que queda fora del còmput de versicles. Això, segons els especialistes, indicaria que ja en els primers temps de l'islam la frase tenia un ús cultual, és a dir, que es feia servir com a oració. Cal assenyalar, tanmateix, que no totes les escoles han acceptat aquest còmput de la bàsmala com a primer versicle d'Al-Fàtiha i, en aquest cas, la sura tindria sis versicles i no set.

## Text àrab i traducció

### Text àrab
| «              | بِسْمِ ٱللَّهِ ٱلرَّحْمَـٰنِ ٱلرَّحِيمِ ١ ٱلْحَمْدُ لِلَّهِ رَبِّ ٱلْعَـٰلَمِينَ ٢ ٱلرَّحْمَـٰنِ ٱلرَّحِيمِ ٣ مَـٰلِكِ يَوْمِ ٱلدِّينِ ٤ إِيَّاكَ نَعْبُدُ وَإِيَّاكَ نَسْتَعِينُ ٥ ٱهْدِنَا ٱلصِّرَٰطَ ٱلْمُسْتَقِيمَ ٦ صِرَٰطَ ٱلَّذِينَ أَنْعَمْتَ عَلَيْهِمْ غَيْرِ ٱلْمَغْضُوبِ عَلَيْهِمْ وَلَا ٱلضَّآلِّينَ ٧ | » |
| — Alcorà 1:1–7 | |   |

### Traducció
| «                                            | En el nom de Déu Únic, Al·là, el Compassiu per excel·lència, el molt Misericordiós!¹ Lloat sigui Déu, Senyor de tot i de tots, Senyor de l'univers sencer, visible i invisible,² el Compassiu per excel·lència, el molt Misericordiós,³ l'Amo i Senyor del dia del judici final, dia de la religió vertadera, dia del judici de la història.⁴ A Tu sols servim. A Tu sols preguem. En Tu sols confiem. Tu sols ens salvaràs.⁵ Guia'ns, mostra'ns el camí segur,⁶ el camí dels qui vols ajudar generosament, no dels qui t'han aïrat en contra seu, ni dels qui s'equivoquen.⁷ | » |
| — Alcorà 1:1–7 (traduït per Míkel de Epalza) | |   |

### Escoltar
- Recitació d'Al-Fàtiha pel qari Muhàmmad Ayyub.
- Recitació d'Al-Fàtiha pel qari Abdul Rahman al-Sudais.
- Recitació d'Al-Fàtiha on es pot triar el qari o recitador (interfície en diversos idiomes).